# Vermilion (Alberta)
Vermilion est une ville (town) du comté de Vermilion River, située dans la province canadienne d'Alberta.

## Démographie
En tant que localité désignée dans le recensement de 2011, Vermilion a une population de 3 930 habitants dans 1651 de ses 1845 logements, soit une variation de -2,6 % avec la population de 2006. Avec une superficie de 13,694 4 km2, la ville possède une densité de population de 286,978 6 hab/km2 en 2011.
Concernant le recensement de 2006, Vermilion abritait 4 036 habitants dans 1631 de ses 1766 logements. Avec une superficie de 13,694 4 km2, la ville possédait une densité de population de 294,7 hab/km2 en 2006.
| 2001  | 2006  | 2011  | 2016  |
| ----- | ----- | ----- | ----- |
| 3 948 | 4 036 | 3 930 | 4 084 |